# Basílica del Santuario Nacional de la Pequeña Flor (San Antonio)
La Basílica del Santuario Nacional de la Pequeña Flor (en inglés: Basilica of the National Shrine of the Little Flower) también llamada Iglesia de Nuestra Señora del Carmen y Santa Teresa, es una iglesia católica histórica, ubicada en San Antonio, Texas, al sur de EE. UU. La iglesia se distingue como una de las setenta y tres en los Estados Unidos (y una de solamente cuatro en el estado de Texas) que lleva la designación papal de la "basílica menor". A pesar de su importancia religiosa no es la catedral de la diócesis local; esa distinción pertenece a la Catedral de San Fernando.

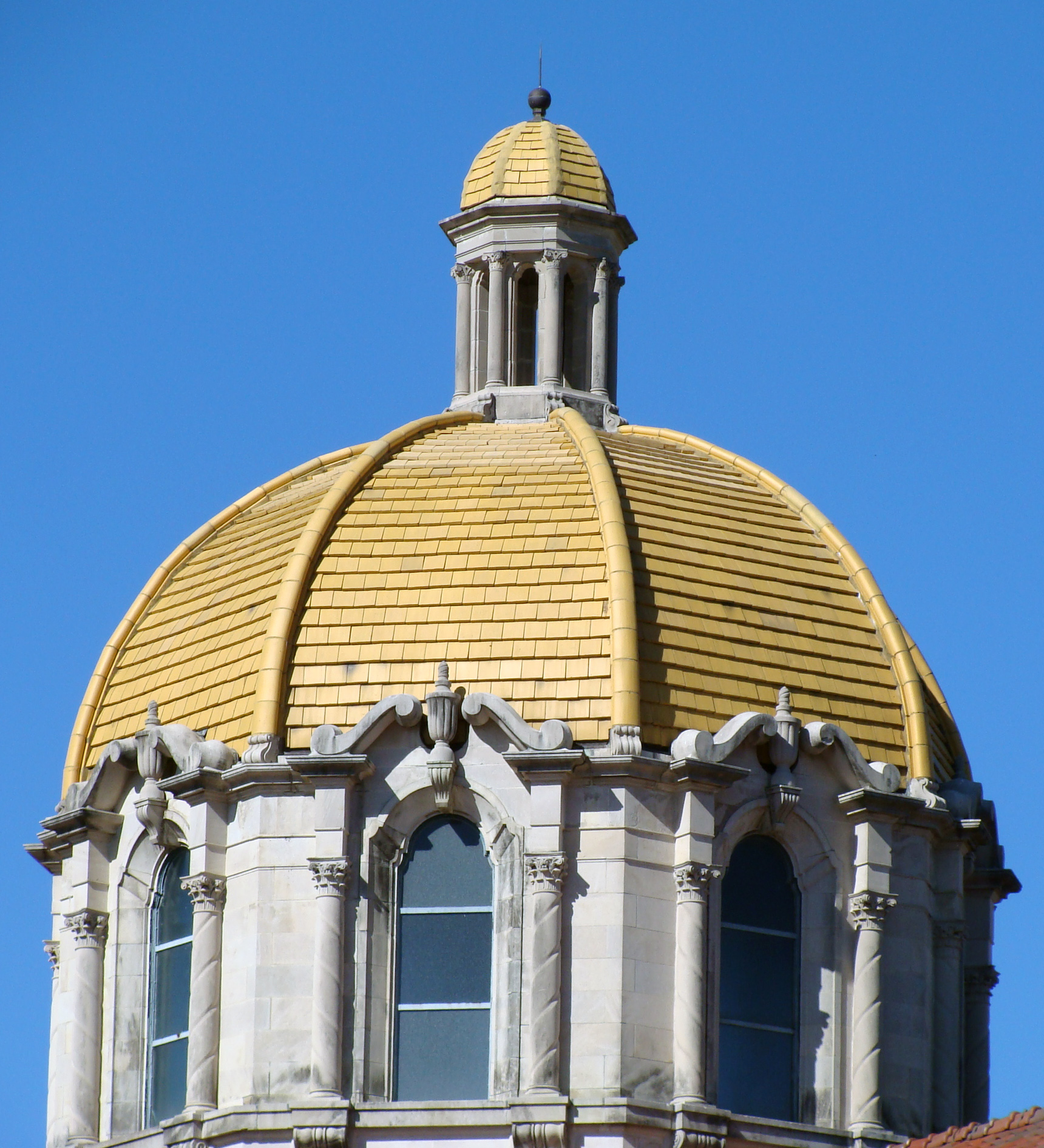
Vista de la cúpula.

Dedicado a Santa Teresa de Lisieux del Niño Jesús, con su sobrenombre de "La pequeña flor" de Jesús, la piedra angular de su basílica "fue solemnemente bendecida y puesta"[cita requerida] el 15 de octubre de 1929. Su notable edificio y las obras de arte religioso que la acompañan no son características de su construcción relativamente reciente.